# Saison 1977-1978 du Stade rennais FC
Maillots
Chronologie
Saison précédente Saison suivante
La saison 1977-1978 du Stade rennais football club débute le 13 août 1977 avec la première journée du Championnat de France de Division 2, pour se terminer le 27 mai 1978 avec la dernière journée de cette même compétition.
Le Stade rennais FC est également engagé en Coupe de France.

## Résumé de la saison
Après sa nouvelle relégation en deuxième division, une saison après la précédente, le Stade rennais vit parmi les heures les plus noires de son histoire. En mai 1977, la présidence du club change de mains. Bernard Lemoux cède sa place, et Alfred Houget lui succède. Au sein de l'effectif, toujours dirigé par Claude Dubaële, de nombreux changements s'opèrent également, avec les départs de nombreux titulaires. Le départ le plus emblématique est celui de Laurent Pokou parti rejoindre Michel Platini à l'AS Nancy-Lorraine, mais des joueurs comme Hervé Guermeur, Didier Notheaux, Daniel Périault ou Alain Rizzo font également leurs valises, dans le but de réduire la masse salariale. Dans l'autre sens, les arrivées ne concernent que de jeunes joueurs, le plus souvent issus de petits clubs de l'Ouest.
Dans ce contexte, le club ne vise pas la remontée immédiate en Division 1, et les premières journées de championnat lui donnent raison. Il faut ainsi attendre la cinquième journée pour voir une victoire rennaise, grâce à un triplé du jeune Patrick Delamontagne. Bien vite, le Stade rennais s'enfonce dans la deuxième moitié du classement, et son irrégularité chronique ne lui permet pas d'espérer beaucoup mieux. Le renfort d'un attaquant supplémentaire est souhaité dès septembre, et un Yougoslave du nom d'Edin Sprečo est censé rejoindre le club après un essai convaincant. Las, il ne pourra jouer sous les couleurs rennaises qu'à partir du 6 décembre, son contrat avec son ancien club ne se terminant qu'à cette date.
Dramatique sur le plan sportif, la situation l'est également sur le plan financier. Fin septembre, les comptes du club affichent un déficit de 2,3 millions de francs, et la perspective d'un abandon pur et simple du professionnalisme est envisagé. Afin de remonter la pente, un nouvel espoir du club fait ses bagages en décembre. C'est le gardien Pierrick Hiard qui part ainsi pour Bastia où il vivra une belle aventure en Coupe UEFA. La situation ne s'arrange pas pour autant, puisque le 13 janvier 1978, le Stade rennais FC est mis en règlement judiciaire. L'entraîneur Claude Dubaële, le directeur sportif Antoine Cuissard et l'attaquant Gérard Tonnel sont alors victimes d'un licenciement économique. Le poste d'entraîneur vacant, c'est l'ancien attaquant rennais Alain Jubert, devenu éducateur au club, qui prend la tête de l'équipe première.
Ces changements n'entraînent pas une amélioration significative des résultats. Luttant contre la relégation, le SRFC se fait logiquement sortir de la Coupe de France par les Girondins de Bordeaux, et réussit au bout du compte à conserver sa place en Division 2, obtenant la douzième place, à savoir son pire résultat depuis les débuts professionnels du club en 1932.

## Transferts en 1977-1978
| Nom                | Nationalité   | Provenance/Destination  |
| Arrivées           |               |                         |
| Robert Colleu      | France        | US Alençon              |
| Patrick Consigney  | France        | CPB Rennes              |
| Hervé Goby         | France        | CPB Rennes              |
| Pascal Gombault    | France        | FC Lorient              |
| Richard Grosvalet  | France        | Union Méan Penhoët      |
| Michel Jeuland     | France        | Formé au club           |
| Claude Kerveillant | France        | SM Douarnenez           |
| Bernard Larnicol   | France        | US Pont-l'Abbé          |
| Bruno Ledu         | France        | Stade quimpérois        |
| Louis Leray        | France        | CSM Épinay-sur-Seine    |
| Jean-Marc Orhan    | France        | SRFC amateurs           |
| Gilles Perrin      | France        | AS Gien                 |
| Gérard Pinson      | France        | Olympique Grande-Synthe |
| Edin Sprečo        | Yougoslavie   | FK Željezničar Sarajevo |
| Départs            |               |                         |
| Daniel Bernard     | France        | Paris Saint-Germain     |
| Hervé Guermeur     | France        | Amicale de Lucé         |
| Pierrick Hiard     | France        | SEC Bastia              |
| Léon Maier         | France        | FC Sochaux-Montbéliard  |
| Stjepan Matić      | Yougoslavie   | Bolívar La Paz          |
| Didier Notheaux    | France        | FC Rouen                |
| Daniel Périault    | France        | US Canet-Plage          |
| Laurent Pokou      | Côte d'Ivoire | AS Nancy-Lorraine       |
| Alain Rizzo        | France        | Olympique avignonnais   |
| Gérard Tonnel      | France        | Stade de Reims          |

## L'effectif de la saison
| Poste¹ | Nat.² | Nom                  | Naissance         | Sélection³ | Championnat | Championnat | Coupe France | Coupe France | Total Saison | Total Saison | Notes                                                       |
| Poste¹ | Nat.² | Nom                  | Naissance         | Sélection³ | M           | But inscrit | M            | But inscrit  | M            | But inscrit  | Notes                                                       |
| ------ | ----- | -------------------- | ----------------- | ---------- | ----------- | ----------- | ------------ | ------------ | ------------ | ------------ | ----------------------------------------------------------- |
| M      | FRA   | Jean-Luc Arribart    | 9 mars 1955       | -          | 30          | 1           | 1            | 0            | 31           | 1            |                                                             |
| M      | FRA   | Claude Arribas       | 13 août 1951      | -          | 28          | 1           | 3            | 1            | 31           | 2            |                                                             |
| D      | FRA   | Philippe Berlin      | 25 mars 1956      | -          | 25          | 2           | 1            | 0            | 26           | 2            |                                                             |
| A      | FRA   | Alain Bernard        | 25 septembre 1953 | -          | 11          | 4           | 0            | 0            | 11           | 4            |                                                             |
| D      | FRA   | Dominique Blin       | 20 février 1952   | -          | 16          | 0           | 3            | 0            | 19           | 0            |                                                             |
| A      | FRA   | Robert Colleu        | 25 janvier 1959   | -          | 1           | 0           | 0            | 0            | 1            | 0            |                                                             |
| A      | FRA   | Patrick Consigney    | 11 novembre 1956  | -          | 4           | 1           | 1            | 0            | 5            | 1            |                                                             |
| M      | FRA   | Patrick Delamontagne | 18 juin 1957      | -          | 26          | 9           | 3            | 3            | 29           | 12           |                                                             |
| D      | FRA   | Hervé Goby           | 15 août 1960      | -          | 8           | 0           | 0            | 0            | 8            | 0            |                                                             |
| G      | FRA   | Pascal Gombault      | 7 octobre 1958    | -          | 10          | 0           | 0            | 0            | 10           | 0            |                                                             |
| M      | FRA   | Richard Grosvalet    | 19 août 1956      | -          | 8           | 0           | 1            | 0            | 9            | 0            |                                                             |
| G      | FRA   | Pierrick Hiard       | 27 avril 1955     | -          | 17          | 0           | 0            | 0            | 17           | 0            | Transféré à Bastia en décembre                              |
| D      | FRA   | Michel Jeuland       | 31 octobre 1954   | -          | 1           | 0           | 0            | 0            | 1            | 0            |                                                             |
| D      | FRA   | Jean-Yves Kerjean    | 25 juin 1958      | -          | 31          | 0           | 3            | 0            | 34           | 0            |                                                             |
| M      | FRA   | Claude Kerveillant   | 16 juillet 1958   | -          | 17          | 1           | 3            | 0            | 20           | 1            |                                                             |
| D      | FRA   | Bernard Larnicol     | 27 janvier 1957   | -          | 1           | 0           | 0            | 0            | 1            | 0            |                                                             |
| M      | FRA   | Bruno Ledu           | 4 janvier 1960    | -          | 1           | 0           | 0            | 0            | 1            | 0            |                                                             |
| G      | FRA   | Louis Leray          | 8 novembre 1950   | -          | 7           | 0           | 3            | 0            | 10           | 0            |                                                             |
| D      | FRA   | Bertrand Marchand    | 27 avril 1953     | -          | 29          | 0           | 1            | 0            | 30           | 0            |                                                             |
| A      | FRA   | Jean-Marc Orhan      | 18 août 1954      | -          | 7           | 1           | 0            | 0            | 7            | 1            |                                                             |
| A      | FRA   | Gilles Perrin        | 8 août 1958       | -          | 4           | 0           | 0            | 0            | 4            | 0            |                                                             |
| D      | FRA   | Alain Philippe       | 1er mars 1953     | -          | 18          | 0           | 3            | 0            | 21           | 0            |                                                             |
| M      | FRA   | Gérard Pinson        | 22 octobre 1950   | -          | 1           | 0           | 0            | 0            | 1            | 0            |                                                             |
| D      | FRA   | Jean-Paul Rabier     | 25 janvier 1955   | -          | 27          | 3           | 3            | 0            | 30           | 3            |                                                             |
| A      | FRA   | Alain Richard        | 15 novembre 1946  | -          | 33          | 7           | 3            | 1            | 36           | 8            |                                                             |
| A      | YUG   | Edin Sprečo          | 19 avril 1947     | A          | 9           | 4           | 1            | 1            | 10           | 5            | Recruté en octobre, ne pourra jouer qu'à partir de décembre |
| A      | FRA   | Gérard Tonnel        | 22 septembre 1947 | B          | 10          | 1           | 2            | 2            | 12           | 3            | Licencié pour raisons économiques en janvier                |
| A      | POL   | Jerzy Wilim          | 14 août 1941      | A          | 25          | 7           | 0            | 0            | 25           | 7            |                                                             |

- 1 : G, Gardien de but ; D, Défenseur ; M, Milieu de terrain ; A, Attaquant
- 2 : Nationalité sportive, certains joueurs possédant une double-nationalité
- 3 : sélection la plus élevée obtenue

## Équipe-type
Il s'agit de la formation la plus courante rencontrée en championnat.

## Les rencontres de la saison

### Liste
| Match | Date         | Compétition           | Tour        | Adversaire       | Lieu ¹ | Score | Class. | Buteurs pour le Stade rennais    |
| ----- | ------------ | --------------------- | ----------- | ---------------- | ------ | ----- | ------ | -------------------------------- |
| 1     | 13 août      | Division 2 - Groupe B | 1           | Dunkerque        | D      | 1-1   | 10     | Tonnel                           |
| 2     | 20 août      | Division 2 - Groupe B | 2           | Paris FC         | E      | 0–2   | 15     |                                  |
| 3     | 27 août      | Division 2 - Groupe B | 3           | Nœux-les-Mines   | D      | 1-1   | 13     | Delamontagne                     |
| 4     | 3 septembre  | Division 2 - Groupe B | 4           | Poissy           | E      | 0–1   | 16     |                                  |
| 5     | 10 septembre | Division 2 - Groupe B | 5           | Limoges          | D      | 4–1   | 12     | Richard Delamontagne             |
| 6     | 17 septembre | Division 2 - Groupe B | 6           | Quimper          | E      | 0-0   | 12     |                                  |
| 7     | 24 septembre | Division 2 - Groupe B | 7           | Châteauroux      | D      | 0-2   | 14     |                                  |
| 8     | 1er octobre  | Division 2 - Groupe B | 8           | Guingamp         | E      | 5–1   | 10     | Richard Wilim                    |
| 9     | 8 octobre    | Division 2 - Groupe B | 9           | Caen             | D      | 2–0   | 9      | Richard Wilim                    |
| 10    | 15 octobre   | Division 2 - Groupe B | 10          | Lucé             | E      | 1–2   | 11     | Delamontagne                     |
| 11    | 22 octobre   | Division 2 - Groupe B | 11          | Angoulême        | D      | 0–3   | 11     |                                  |
| 12    | 28 octobre   | Division 2 - Groupe B | 12          | Tours            | E      | 0-3   | 13     |                                  |
| 13    | 5 novembre   | Division 2 - Groupe B | 13          | Boulogne-sur-Mer | D      | 1-0   | 11     | Wilim                            |
| 14    | 12 novembre  | Division 2 - Groupe B | 14          | Red Star         | E      | 1–3   | 14     | Wilim                            |
| 15    | 19 novembre  | Division 2 - Groupe B | 15          | Lille            | D      | 2-2   | 13     | Wilim                            |
| 16    | 26 novembre  | Division 2 - Groupe B | 16          | St. Brest        | E      | 1-0   | 13     | Orhan                            |
| 17    | 3 décembre   | Division 2 - Groupe B | 17          | Gueugnon         | E      | 0-1   | 13     |                                  |
| 18    | 10 décembre  | Division 2 - Groupe B | 18          | Paris FC         | D      | 0–5   | 13     |                                  |
| 19    | 18 décembre  | Coupe de France       | 6e tour     | Morlaix          | E      | 3-1   | 3-1    | Arribas Tonnel                   |
| 20    | 8 janvier    | Coupe de France       | 7e tour     | AS Brest         | D      | 5-0   | 5-0    | Richard Sprečo Delamontagne      |
| 21    | 14 janvier   | Division 2 - Groupe B | 19          | Nœux-les-Mines   | E      | 2–3   | 14     | Delamontagne Consigney           |
| 22    | 21 janvier   | Division 2 - Groupe B | 20          | Poissy           | D      | 3–0   | 13     | Arribas Kerveillant Delamontagne |
| 23    | 29 janvier   | Coupe de France       | 1/32 finale | Bordeaux         | N      | 0-3   | 0-3    |                                  |
| 24    | 4 février    | Division 2 - Groupe B | 21          | Limoges          | E      | 1-1   | 13     | Rabier                           |
| 25    | 10 février   | Division 2 - Groupe B | 22          | Quimper          | D      | 2–0   | 12     | Rabier Sprečo                    |
| 26    | 25 février   | Division 2 - Groupe B | 23          | Châteauroux      | E      | 1–1   | 12     | Habault (csc)                    |
| 27    | 4 mars       | Division 2 - Groupe B | 24          | Guingamp         | D      | 2-0   | 11     | Berlin Delamontagne              |
| 28    | 11 mars      | Division 2 - Groupe B | 25          | Caen             | E      | 1–4   | 11     | Sprečo                           |
| 29    | 25 mars      | Division 2 - Groupe B | 26          | Lucé             | D      | 1-1   | 11     | Richard                          |
| 30    | 31 mars      | Division 2 - Groupe B | 27          | Angoulême        | E      | 0–3   | 13     |                                  |
| 31    | 8 avril      | Division 2 - Groupe B | 28          | Tours            | D      | 0-0   | 12     |                                  |
| 32    | 15 avril     | Division 2 - Groupe B | 29          | Boulogne-sur-Mer | E      | 2–2   | 13     | Berlin Bernard                   |
| 33    | 22 avril     | Division 2 - Groupe B | 30          | Red Star         | D      | 1-3   | 13     | Wilim                            |
| 34    | 29 avril     | Division 2 - Groupe B | 31          | Lille            | E      | 0–4   | 13     |                                  |
| 35    | 6 mai        | Division 2 - Groupe B | 32          | St. Brest        | D      | 4–0   | 13     | Rabier Sprečo Bernard            |
| 36    | 20 mai       | Division 2 - Groupe B | 33          | Gueugnon         | D      | 2–2   | 12     | Sprečo Bernard                   |
| 37    | 27 mai       | Division 2 - Groupe B | 34          | Dunkerque        | E      | 2–4   | 12     | Arribart Delamontagne            |

- 1 N : terrain neutre ; D : à domicile ; E : à l'extérieur ; drapeau : pays du lieu du match international

## Bilan des compétitions
| Compétition     | Vainqueur final   | Débute au tour | Place ou tour final | Première rencontre | Dernière rencontre | Nombre |
| --------------- | ----------------- | -------------- | ------------------- | ------------------ | ------------------ | ------ |
| Division 2      | Lille OSC         | 1re journée    | 12e du groupe B     | 13 août 1977       | 27 mai 1978        | 34     |
| Coupe de France | AS Nancy-Lorraine | 6e tour        | 1/32 de finale      | 18 décembre 1977   | 29 janvier 1978    | 3      |

### Division 2 - Groupe B

#### Classement
| Rang | Équipe           | Pts | J  | G  | N  | P  | Bp | Bc | Diff |
| ---- | ---------------- | --- | -- | -- | -- | -- | -- | -- | ---- |
| 9    | Châteauroux      | 33  | 34 | 10 | 13 | 11 | 38 | 38 | 0    |
| 10   | Brest            | 33  | 34 | 11 | 11 | 12 | 41 | 48 | -7   |
| 11   | Boulogne-sur-Mer | 29  | 34 | 9  | 11 | 14 | 37 | 49 | -12  |
| 12   | Rennes           | 28  | 34 | 9  | 10 | 15 | 43 | 56 | -13  |
| 13   | Quimper          | 28  | 34 | 7  | 14 | 13 | 32 | 45 | -13  |
| 14   | Guingamp         | 28  | 34 | 9  | 10 | 15 | 32 | 58 | -26  |
| 15   | Limoges          | 27  | 34 | 7  | 13 | 14 | 30 | 44 | -14  |

#### Résultats
| Total  | Total  | Total | Total | Total | Total | Total | Total | Domicile | Domicile | Domicile | Domicile | Domicile | Domicile | Extérieur | Extérieur | Extérieur | Extérieur | Extérieur | Extérieur |
| Matchs | Points | V     | N     | D     | BP    | BC    | Diff. | V        | N        | D        | BP       | BC       | Diff.    | V         | N         | D         | BP        | BC        | Diff.     |
| ------ | ------ | ----- | ----- | ----- | ----- | ----- | ----- | -------- | -------- | -------- | -------- | -------- | -------- | --------- | --------- | --------- | --------- | --------- | --------- |
| 34     | 28     | 9     | 10    | 15    | 43    | 56    | -13   | 7        | 6        | 4        | 26       | 21       | +5       | 2         | 4         | 11        | 17        | 35        | -18       |

#### Résultats par journée
| Journée   | 01 | 02 | 03 | 04 | 05 | 06 | 07 | 08 | 09 | 10 | 11 | 12 | 13 | 14 | 15 | 16 | 17 | 18 | 19 | 20 | 21 | 22 | 23 | 24 | 25 | 26 | 27 | 28 | 29 | 30 | 31 | 32 | 33 | 34 |
| --------- | -- | -- | -- | -- | -- | -- | -- | -- | -- | -- | -- | -- | -- | -- | -- | -- | -- | -- | -- | -- | -- | -- | -- | -- | -- | -- | -- | -- | -- | -- | -- | -- | -- | -- |
| Terrain   | D  | E  | D  | E  | D  | E  | D  | E  | D  | E  | D  | E  | D  | E  | D  | E  | E  | D  | E  | D  | E  | D  | E  | D  | E  | D  | E  | D  | E  | D  | E  | D  | D  | E  |
| Résultats | N  | D  | N  | D  | V  | N  | D  | V  | V  | D  | D  | D  | V  | D  | N  | V  | D  | D  | D  | V  | N  | V  | N  | V  | D  | N  | D  | N  | N  | D  | D  | V  | N  | D  |
| Points    | 1  | 1  | 2  | 2  | 4  | 5  | 5  | 7  | 9  | 9  | 9  | 9  | 11 | 11 | 12 | 14 | 14 | 14 | 14 | 16 | 17 | 19 | 20 | 22 | 22 | 23 | 23 | 24 | 25 | 25 | 25 | 27 | 28 | 28 |
| Place     | 10 | 15 | 13 | 16 | 12 | 12 | 14 | 10 | 9  | 11 | 11 | 13 | 11 | 14 | 13 | 13 | 13 | 13 | 14 | 13 | 13 | 12 | 12 | 11 | 11 | 11 | 13 | 12 | 13 | 13 | 13 | 13 | 12 | 12 |

Source : Liste des rencontres

Terrain : D = Domicile ; E = Extérieur. Résultat: D = Défaite ; N = Nul ; V = Victoire.